# جورج كارون
جورج كارون هو سياسي كندي، ولد في 4 مارس 1823 في ريفري دو لوب في كندا، وتوفي في 14 مايو 1902. انتخب عضو مجلس العموم الكندي.